# アリスの恋人
『アリスの恋人』（アリスのこいびと）は、宝塚歌劇団のミュージカル作品。正式タイトルは、バウ・ラブ・アドベンチャー『アリスの恋人』　−Alice in Underground Wonderland−。脚本・演出を担当したのは小柳奈穂子。

## 概要
2011年11月17日～11月27日に宝塚バウホール、同年12月2日～12月8日に日本青年館大ホールにて、月組により上演された。 
イギリスの数学者チャールズ・ラトウィッジ・ドジソンがルイス・キャロルの筆名で1865年に出版した児童文学『不思議の国のアリス』を原作に、現実世界から迷い込んだアリスと青年ルイス・キャロルの冒険と恋をポップに描いたミュージカル。
主演は明日海りお。本作品でバウホール・日本青年館公演の単独主演となった。
また、アリス役を演じた愛希れいかは、本作品でバウホール公演の初ヒロインとなった。

## あらすじ
時は今—。児童書の編集者であるアリスは、仕事も恋も上手くいかず泥酔していた。その時、彼女はどこからともなく助けを求める声を聞く。声の主は、ある青年だった。彼は醒めない夢を見たいと望み、悪魔ナイトメアに誘われてある場所へと連れ去られていく。一方声の主を探していたアリスは足を滑らせ、蓋の開いていたマンホールに落ちてしまう・・・。
地下の不思議の国・ファンタスマゴリア。ここでは、赤の女王主催の舞踏会が催される予定だったが、女王に物語を披露するはずのファンタスマゴリア唯一のストーリーテラー、ルイス・キャロルがいつまで経っても姿を見せないでいた。苛立つ女王が広場に控える者全員の首を刎ねようとしたその時、ようやくルイス・キャロルが姿を現す。彼は「物語を創作中に月を見上げていたところ月から女の子が落ちてきたのを目撃し、それまで考えていた物語が陳腐に思え、新たな物語を考える決心をした」と弁明。そして月から落ちてきたその女の子こそ、あの夜マンホールに落ちたアリスだった。女王は彼の申し出を受け入れ、次の舞踏会までにアリスと共に制作した物語を完成させるように命じる。
ルイス・キャロルとアリスが新しい物語を完成させなければ、ファンタスマゴリアの劇団の一座全員の首を刎ねると赤の女王に脅された座長のジョーカーは、二人に全面協力を申し出る。しかし、近頃創作に行き詰まっていたルイス・キャロルはなかなか作品創りに取りかかろうとしない。しかし、彼がこれまで綴ってきた物語を読み感動したアリスは、ルイス・キャロルの作品創りを手伝う決心をする。アリスの熱意に負けたルイス・キャロルは、ようやく新しい物語を書き始めるのだった。
一方、突然ファンタスマゴリアに現れたアリスに不信感を抱くナイトメアは、部下のレイブンに彼女を見張るよう命じる。同じ頃、夢の管理人である白の女王は、一刻も早くルイス・キャロルとアリスをファンタスマゴリアから現実世界へと助け出そうとしていた。ルイス・キャロルは、夢の存続を目論むナイトメアによって夢の中へと連れ去られたのだが、夢主であるルイス・キャロルはあまりに眠りが深すぎるため、自分が夢の中にいる事すら忘れているという。
いよいよ舞踏会の日。新作「ジャバウォックの詩」が上演される中、白の女王の部下であるルークとポーンは、女王の命によりルイス・キャロルとアリスをファンタスマゴリアから救うため、ナイトメアを倒すタイミングを計っていた。その時、ルイス・キャロルを醒めない夢の中に閉じ込めようと企むナイトメアが、邪魔者であるアリスを連れ去っていくのだった・・・。

## 主な配役
- ルイス・キャロル - 明日海りお
- アリス - 愛希れいか
- 白の女王 - 花瀬みずか
- ジョーカー - 一色瑠加
- ナイトメア - 星条海斗
- 公爵夫人 - 妃鳳こころ
- レイブン - 萌花ゆりあ
- ルーク - 光月るう
- エース - 沢希理寿
- ポーン - 琴音和葉
- 帽子屋 - 紫門ゆりや
- チェシャ - 貴千碧
- ヤマネ - 鳳月杏
- 赤の女王 - 愛風ゆめ
- マーチ・ラビット - 珠城りょう
- 友人 - 晴音アキ
- ドードー - 咲妃みゆ

## 主なスタッフ
- 脚本・演出：小柳奈穂子
- 作曲・編曲・録音：Elements Garden
- 作曲・編曲：手島恭子
- 振付：上島雪夫、AYAKO
- 擬闘：栗原直樹
- 装置：稲生英介
- 衣装：有村淳
- 照明：勝柴次朗
- 音響：大坪正仁
- 歌唱指導：楊淑美
- 演出助手：岡本寛子
- 録音演奏：宝塚ニューサウンズ